# Rune Skog
Rune Skog (* 2. Februar 1973) ist ein früherer norwegischer Biathlet.
Rune Skog erreichte seine größten Erfolge auf nationaler Ebene. 1996 gewann er in Brumunddal an der Seite von Arnt Ove Johansen, Lars Thomas Nordkild und Per Nilsen als Vertretung der Region Troms mit der Bronzemedaille im Staffelrennen seine erste Medaille. Den größten Erfolg erreichte er 1999, als er in Tana mit Stig-Are Eriksen, Tor Espen Kristiansen und Terje Aune den Meistertitel gewann. 2005 kam an der Seite von Hans Prøsch, Terje Aune und Rune Morten Johansen nochmals der Gewinn der Staffel-Silbermedaille hinzu. International kam Skog in der ersten Hälfte der 2000er Jahre zu Einsätzen im Europacup. Bestes Resultat wurde ein siebter Platz in einem Einzel, den er zum Auftakt der Saison 2002/03 in Ål erreichte. Damit krönte er einen norwegischen Siebenfachsieg.